# Asplenium poscharskyanum
Asplenium poscharskyanum är en svartbräkenväxtart som först beskrevs av Georg Franz Hoffmann, och fick sitt nu gällande namn av Moritz Kurt Dinter. Asplenium poscharskyanum ingår i släktet Asplenium och familjen Aspleniaceae. Inga underarter finns listade.